# Mulino dell'Infornata
Il mulino dell'Infornata è un antico mulino ad acqua in Avellino, attestato già nel XII secolo lungo le rive del Fenestrelle-Rigatore.

## Storia
La sua esistenza, con il nome di molino De Capu, è attestata in un documento del 1139, con il quale il normanno Guglielmo Carbone, feudatario di Monteforte, ne cedeva metà alla chiesa di San Leonardo fuori Avellino, dipendente dalla badia della Santissima Trinità di Cava de' Tirreni, mentre l'altra metà appartenne all'abbazia di Montevergine.
Il mulino ebbe anche i nomi di molino in Plaiora (dall'antico nome di Torrette di Mercogliano) e di molino in Aqua fornata, ossia "mulino dell'Acqua incanalata" (dal toponimo latino Formis, che indicava i canali in cui venivano convogliate le acque del torrente Fenestrelle-Rigatore.
Le due abbazie di Cava e di Montevergine avevano in comproprietà il mulino dell'Infornata e quello degli Archi. In seguito si divisero le due proprietà e il mulino dell'Informata, che restò in possesso dell'abbazia di Montevergine, prese nel 1317 il nome di "mulino dell'Abate".
Nel XVI secolo passò al governatorato dell'ospedale dell'Annunziata di Napoli e fu noto come "mulino dell'Annunziata". Era in piena attività e, non facendo parte dei mulini in possesso del feudatario di Avellino, macinava il grano a un prezzo minore. A causa delle minacce degli armati del feudatario, la gente fu costretta tuttavia a rivolgersi altrove e l'Ospedale gli vendette il mulino, che prese il nome di "mulino del Principe".
Nel XIX secolo passò in possesso dei Caracciolo, principi di Avellino, mentre le contrade annesse erano di proprietà demaniale.
L'edificio smise di funzionare nel 1957.

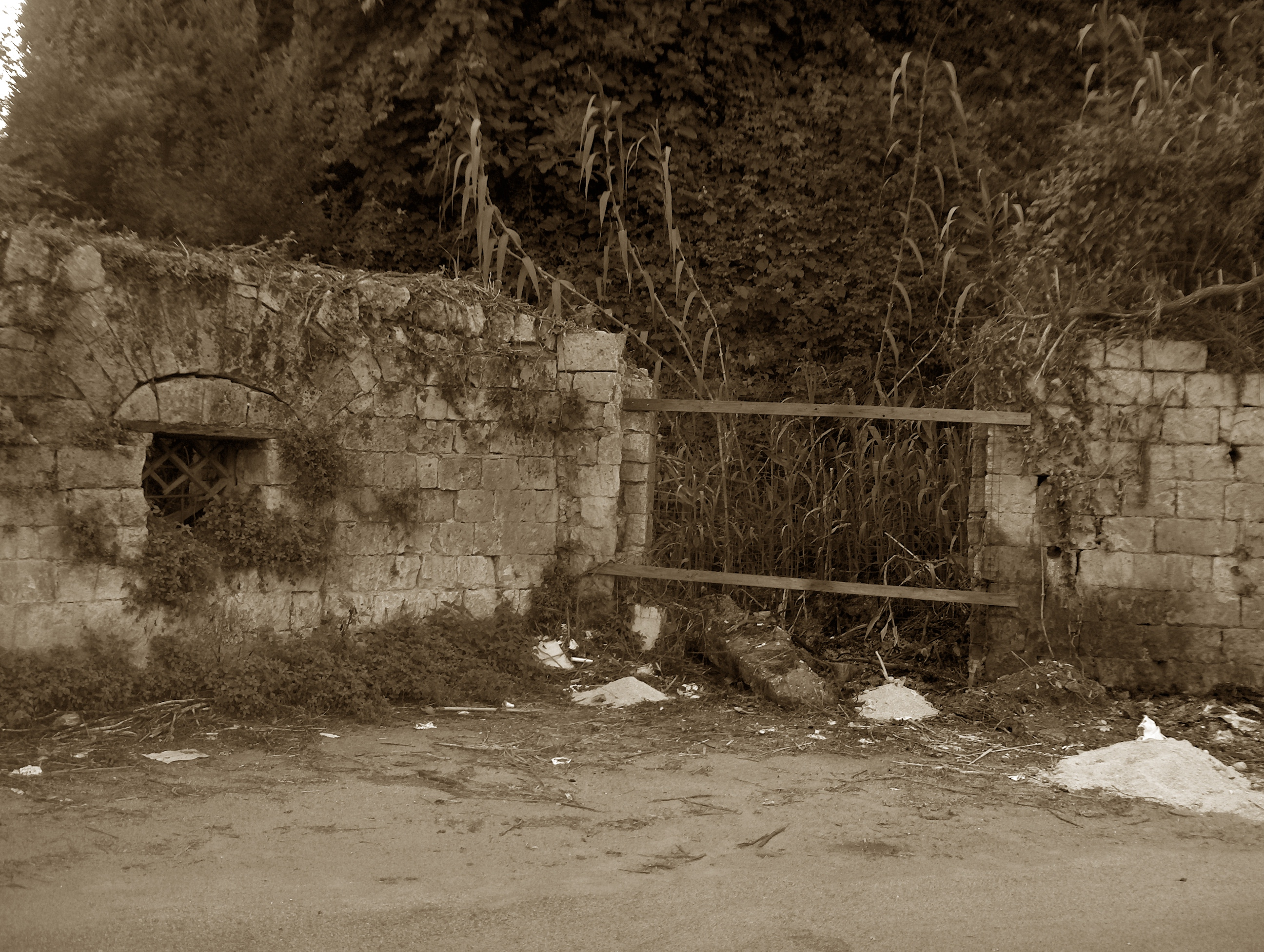
Ruderi del Mulino
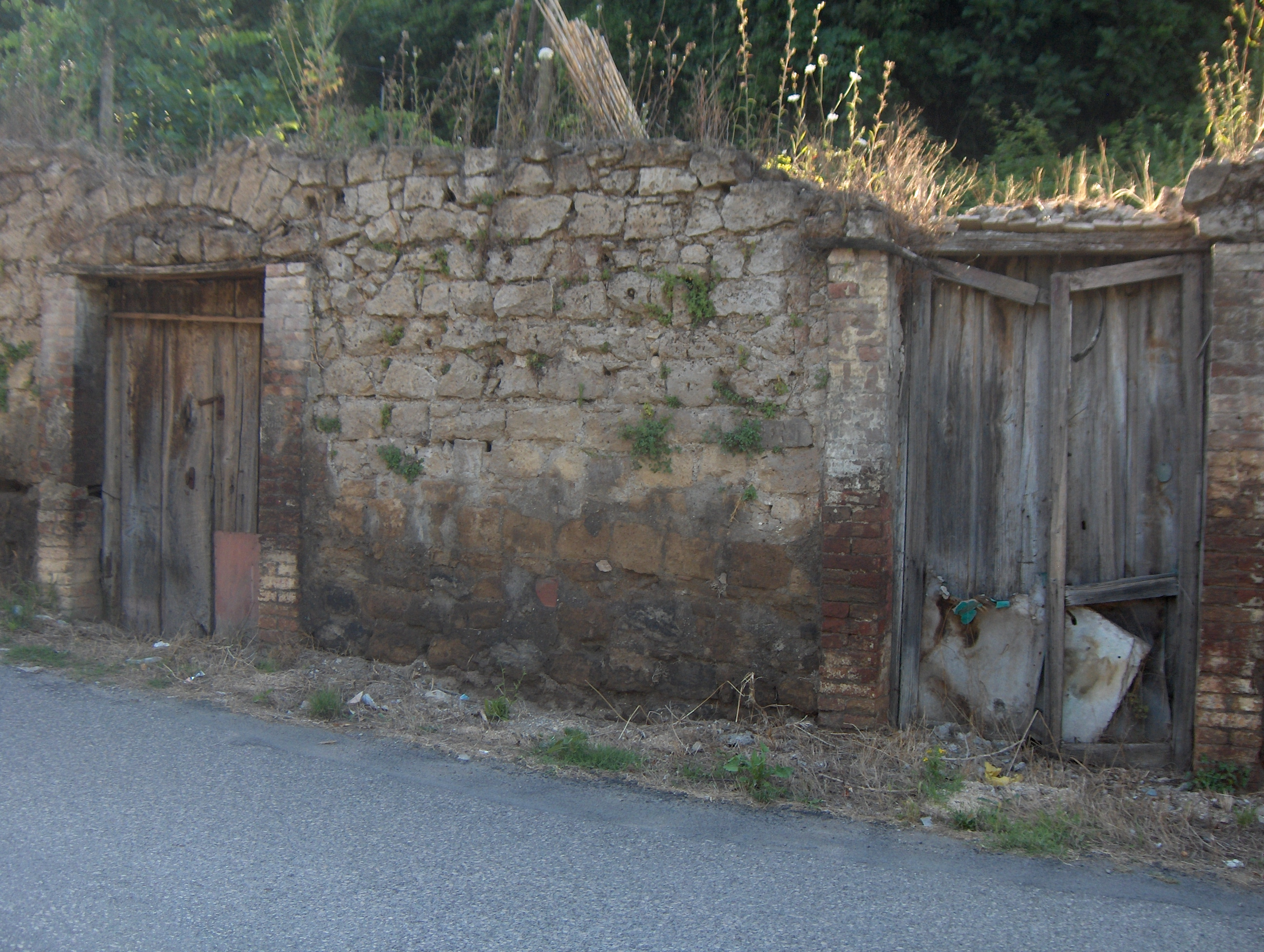
Ruderi del Mulino